# (121514) 1999 UJ7
(121514) 1999 UJ7 — небольшой троянский астероид Марса, расположен близ точки Лагранжа L4 (60° впереди). На декабрь 2015 года это единственный известный астероид в точке L4 Марса, хотя по крайней мере три других астероида следуют за Марсом в точке L5: (5261) Эврика, (101429) 1998 VF31 и 2007 NS2. Но не только орбита с другой стороны Марса отличает (121514) 1999 UJ7 от этих астероидов: его спектр также иной, что вызывает недоумение, потому что все троянские астероиды Марса, кажется, находятся на очень стабильных орбитах.

## Орбита
(121514) 1999 UJ7 вращается вокруг точки L4 Марса по очень стабильной орбите и достаточно велик, чтобы эффект Ярковского не влиял на его орбиту.

## Физические характеристики
Из-за сходства измеряемой яркости (121514) 1999 UJ7 с другими троянцами Марса, считается, что он является небольшим астероидом диаметром порядка 1 км. Его спектр астероида класса X отличается от (5261) Эврика, (101429) 1998 VF31 и 2007 NS2 вводит в недоумение, так как различные минеральные составы предполагают различное происхождение этих двух групп астероидов.
Однако длительное время существования орбит этих астероидов делает маловероятной возможность того, что один или несколько из них являются чужеродными. Это говорит о том, что один или несколько марсианских троянцев были захвачены таким образом, чтобы придать им долгосрочную стабильную орбиту (и поэтому не является изначально марсианским астероидом), или это результат какого-то слияния или сочетания предыдущих астероидов. Эффект Ярковского может предоставить потенциальный механизм захвата, но нет достаточных сведений о форме этих объектов, чтобы построить пригодную модель Ярковского.

## Внешние ссылки
- NASA JPL Браузер базы данных малых небесных тел для (121514) 1999 UJ7